# Lislet
Lislet település Franciaországban, Aisne megyében. Lakosainak száma 218 fő (2022. január 1.). Lislet Dizy-le-Gros, Montcornet és La Ville-aux-Bois-lès-Dizy községekkel határos.

## Népesség
A település népességének változása:
| Lakosok száma | 212  | 237  | 242  | 247  | 239  | 227  | 225  | 221  | 219  | 218  |
|               | 1968 | 1982 | 1990 | 2006 | 2013 | 2015 | 2017 | 2019 | 2020 | 2022 |